# Zabieg Halsteda
Zabieg Halsteda (ang. Halsted mastectomy, Meyer mastectomy, radical mastectomy; łac. mastectomia modo Halsted, mastectomia radicalis) – zabieg usunięcia gruczołu piersiowego wraz z wycięciem węzłów pachowych po tej samej stronie z usunięciem mięśnia piersiowego większego oraz mięśnia piersiowego mniejszego. Kiedyś metoda z wyboru w leczeniu operacyjnym raka sutka, w latach 80. coraz częściej zarzucany na rzecz zmodyfikowanej radykalnej mastektomii sposobem Pateya i jeszcze bardziej oszczędzających zabiegów. Obecnie wskazaniem do operacji Halsteda są tylko guzy bardzo duże lub naciekające mięsień piersiowy większy.
Nazwa eponimiczna upamiętnia amerykańskiego chirurga Williama Halsteda.